# Petar Nadoveza
Petar Nadoveza (Šibenik, 9. travnja 1942. – ?, 19. ožujka 2023.) bio je hrvatski nogometni igrač i trener. 
Kao najbolji strijelac drugoligaškog Šibenika 1965. prelazi u Hajduk u kojem zabija 296 golova u 460 utakmica čime se nalazi na 5 mjestu najboljih strijelaca kluba ikad.

## Sportska karijera
"Splitski Pele" kako su mu tepali 1966. i 1971. postaje najboljim strijelcem lige. Zbog čestih ozljeda nije uspio zaigrati u više utakmica pa su mu tako uspjesi po sezonama dosta različiti, od 21 pogotka 66' do samo 6 golova sezonu poslije, pa povratak golgeterskim uspjesima već naredne godine. Poslije Hajduka odigrao je dvije sezone u belgijskom Lokerenu.
U reprezentaciji je odigrao tek jednu utakmicu, 14. svibnja 1967. protiv Albanije u Tirani. 
Nakon aktivne nogometne karijere nastavio je kao trener. U više navrata vodio je Hajduka, nešto dulje i ozibljnije u 80-ima, da bi 2000. bio trener tek 13 ligaških utakmica uz rano europsko ispadanje od mađarskog Dunaferra. Uz njega se veže i naslov prvaka 2004. godine iako je vodio tek posljednje 3 utakmice nakon smijene Zorana Vulića. Sredinom 80-ih bio je zadužen za omladinski pogon, a trenutno obnaša dužnost sportskog direktora kluba iako je na tom mjestu aktivniji Tomislav Erceg. Uz splitski klub vodio je još i Šibenik, ljubljansku Olimpiju i Muru. Također je bio trener u Tunisu i Gabonu. 
2008. godine dobio je Trofej podmlatka, najvišu nagradu Hrvatskog nogometnog saveza.
Statistika u Hajduku
| Natjecanje        | Nastupi | Zgoditci |
| ----------------- | ------- | -------- |
| Prvenstvo         | 215     | 107      |
| Kup               | 20      | 10       |
| Superkup          | 0       | 0        |
| Međunarodne       | 16      | 6        |
| Splitski podsavez | 0       | 0        |
| Ukupno            | 251     | 123      |
| Prijateljske      | 209     | 173      |
| Sveukupno         | 460     | 296      |

## Vanjske poveznice
- Jutarnji.hr / Zdravko Reić: »Jedan od najvećih napadača u povijesti Hajduka, golgeter kojeg su navijači obožavali«
- Slobodna Dalmacija.hr / Frane Vulas: Otišao je čovjek koji je sudjelovao u dva najveća europska uspjeha Hajduka, jednom kao igrač, drugi put kao trener
- Šibenski. / Sport / Ivo Mikuličin: »In memoriam Peri Nadovezi«